# 이영현 (야구 선수)
이영현(李永賢, 1997년 6월 4일 ~ )은 일본 한국 미국에서 활동했던 투수이다.

## 일본 독립야구 시절
2017년에 와카야마 화이팅 버즈에 입단하였다.
2018년에 무사시 히트 베어스에 입단하였다.

## 한국 독립야구 시절
2021년에 성남 맥파이스에 입단하였다.

## 미국 시절
2025년에 캐나다 팀 브리티시 컬럼비아 바머스 (British Columbia Bombers)에서 활동하였다.

## 출신 학교
- 서울갈현초등학교
- 강원 설악중학교
- 백송고등학교